# Maladie de Wolman
Pour les articles homonymes, voir Wolman.
La maladie de Wolman, ou déficit en lipase acide lysosomale (DLAL), est une maladie lysosomale sévère du jeune enfant, résultant d’un déficit en lipase acide. Ce déficit enzymatique a comme conséquence l'accumulation de lipides neutres, en particulier esters de cholestérol, dans les cellules (en particulier leucocytes, fibroblastes, et cellules du foie) et une accélération de la synthèse endogène de cholestérol. Il correspond à une mutation du gène LIPA synthétisant la lipase acide lysosomale.

## Historique
Elle a été décrite pour la première fois en 1956 par Wolman qui publie une série de cas familiaux en 61 en tant que xanthomatose familiale avec calcifications surrénaliennes.

## Cause
Il s'agit d'une maladie à transmission autosomique récessive due à une mutation du gène LIPA. Elle entraîne une accumulation d'esters de cholestérol et de triglycérides. 

## Description
Les premiers signes apparaissent dès la première semaine de vie et la survie n'excède guère quelques mois, avec une insuffisance hépatocellulaire grave.
Une variante de cette maladie, la maladie de surcharge en esters de cholestérol, est également connue sous le terme de xanthomatose familiale primitive. Il s’agit d’une forme bénigne rare de l’adulte, beaucoup moins sévère que la maladie de Wolman et correspondant à d'autres mutations du LIPA.

## Traitement
Au Canada, la petite Camille Lessard 4 mois a reçu ses premiers traitements expérimentaux contre la maladie en 2016. En février 2023, à l’âge de 6 et demi, elle meurt après que son petit corps ait créé des anti-corps au traitement.[réf. nécessaire]
L'utilisation de cellules souches hématopoïétiques ne permet qu'une prolongation de la survie de quelques mois. La substitution enzymatique est un traitement au long cours avec un risque important de l'efficacité du traitement, en raison de la formation d'anticorps contre la protéine recombinante. Elle peut être contrée par l'administration d'un immunosuppresseur, type rituximab, permettant de faire une greffe de cellules souches dans de meilleures conditions. 
L'association d'un régime avec substitution enzymatique, suivi d'une greffe de cellules souches permet des survies prolongées.

## Mode de transmission
Transmission autosomique récessive

## Sources
1. ↑  Wolman M, Sterk VV, Gatt S, Frenkel M, Primary familial xanthomatosis with involvement and calcification of the adrenals, Pediatrics, 1961;28:742
2. ↑  Reiner Z, Guardamagna O, Nair D et al. Lysosomal acid lipase deficiency — an under-recognized cause of dyslipidaemia and liver dysfunction, Atherosclerosis, 2014;235:21-30
3. ↑  Bernstein DL, Hülkova H, Bialer MG, Desnick RJ, Cholesteryl ester storage disease: review of the findings in 135 reported patients with an underdiagnosed disease, J Hepatol, 2013;58:1230-1243
4. ↑  Jones SA, Valayannopoulos V, Schneider E et al. Rapid progression and mortality of lysosomal acid lipase deficiency presenting in infants, Genet Med, 2016;18:452-458
5. ↑  Eskandari SK, Revenich EGM, Pot DJ et al. High-dose ERT, rituximab, and early HSCT in an infant with Wolman’s disease, N Eng J Med, 2024:390:623-629
6. ↑  Potter JE, Petts G, Ghosh A et al. Enzyme replacement therapy and hematopoietic stem cell transplant: a new paradigm of treatment in Wolman disease, Orphanet J Rare Dis, 2021;16:235-235